# 写像の微分

写像 φ が多様体 M 上の各点を多様体 N へ写すならば、φ の押し出しは M の各点における接空間上のベクトルを N の各点における接空間に写す。

数学の一分野、微分幾何学における多様体間の写像の微分（びぶん、英: differential）または全微分 (total differential) は、通常の解析学における全微分の概念を可微分写像に対して一般化するもので、可微分多様体間の可微分写像のある意味での最適線型近似を各点において与えるものである。より具体的に、可微分多様体 M, N の間の可微分写像 φ: M → N に対し、φ の x ∈ M における微分（係数） dφx は、x における M の接空間から φ(x) における N の接空間への線型写像として与えられる。
各点における微分係数 dφx は、接束を考えることにより、x を動かして微分写像（導写像）dφ にすることができる。dφ は接写像とも呼ばれ、可微分多様体の接束をとる操作（接構成）は接写像を伴って可微分多様体の圏からベクトル束の圏への函手（接函手）を定める。

## 動機付け
多変数微分積分学において既知の事実として、写像 φ: U → V が Rm の開集合 U から Rn の開集合 V への可微分函数であるとき、U の各点 x において φ の全微分すなわち dφx: Rm → Rn なる線型写像は、（標準基底に関して）ヤコビ行列によって表現されるのであった。
このことが任意の多様体 M, N の間の可微分写像 φ に対する場合に一般化されることを見よう。

## 可微分写像の微分
可微分多様体間の可微分写像 φ: M → N を考えるとき、適当な点 x ∈ M が与えられれば、x における φ の微分 (differential) は M の x における接空間から N の φ(x) における接空間への線型写像 dφx: TxM → Tφ(x)N として与えられる。微分 dφx を接ベクトル X に作用させることは、φ による X の押し出し (pushforward) とも呼ばれる。
微分あるいは押し出しの、正確な定義は接ベクトルの定義の仕方に依存する（接ベクトルの様々な定義の仕方は接空間の項を参照）。
- 接ベクトルを、x を通る曲線の同値類として定義した場合には、上記の微分は dφx(γ′(0)) ≔ (φ ∘ γ)′(0) によって与えられる。ここに γ は γ(0) = x を満たす M 内の曲線である。言い換えれば、曲線 γ の 0 における接ベクトルの押し出しは、曲線 φ ∘ γ の 0 における接ベクトルによって与えられる。
- 同じことだが、接ベクトルを実数値可微分函数の空間に作用する導分（英語版）として定義した場合には、微分は dφx(X)(f) ≔ X(f ∘ φ) によって与えられる。ここに、X ∈ TxM は M 上定義された導分で、f は N 上の実数値可微分函数である。定義により、各点 x ∈ M における X の押し出しは Tφ(x)N に属し、それ自体ひとつの導分となる。

さて x および φ(x) の周りのチャートを選べば、φ は局所的に Rm の開集合 U から Rn の開集合 V への可微分函数 : U → V によって決定され、x における微分 dφx は
{\displaystyle d\varphi _{x}\!\!\left({\frac {\partial }{\partial u^{a}}}\right):={\frac {\partial {\hat {\varphi }}^{b}}{\partial u^{a}}}{\frac {\partial }{\partial v^{b}}}}
と表現される（ただしアインシュタインの和の規約を用いた）。ここで偏微分は与えられたチャートにおいて x に対応する U の点において評価するものとする。これを線型に拡張して、(a, b)-成分が
{\displaystyle (d\varphi _{x})_{a}^{\,\;b}:={\frac {\partial {\hat {\varphi }}^{b}}{\partial u^{a}}}}
で与えられる行列を得る。これにより、微分 dφx は、各点において可微分写像 φ に付随して決まる接空間の間の線型変換となるから、したがって適当な局所座標系を選んで、対応する Rm から Rn への可微分函数のヤコビ行列によって表現することができる。一般にはこの微分は可逆とは限らない。φ が局所微分同相写像ならば x における押し出しは可逆であり、逆写像は Tφ(x)N の引き戻しによって与えられる。 
この微分は Dφx, (φ∗)x, φ′(x), Txφ など様々な記法を用いて表されることがよくある。
定義から、合成写像の微分が、微分の合成に等しいことが従う（すなわち、微分をとる操作は函手的である）。つまり、
可微分写像の微分の連鎖律d(g ∘ f)x = dgf(x) ∘ dfx.
また、局所微分同相写像の微分は、接空間の間の線型同型となる。

## 接束上の微分写像
可微分写像 φ の微分 dφx は、自然な仕方で x を動かして、M の接束から N の接束への束写像（実はベクトル束準同型）dφ または φ∗ を誘導し、それは以下の図式 
 を可換にする。ただし、πM および πN はそれぞれ M および N の接束に関する束射影である。
あるいは同じこと（束写像の項参照）だが、φ∗ = dφ は接束 TM から引き戻し束 φ∗TN への M 上の束写像であり、これを M 上の準同型束 Hom(TM, φ∗TN) の切断と見ることができる。この束写像 dφ は Tφ とも書かれ、接写像 (tangent map) と呼ばれる。この方法（M ↦ TM; φ ↦ Tφ）で T は函手となる。 

## ベクトル場の押し出し
可微分写像 φ: M → N と M 上のベクトル場 X が与えられたとき、X の φ による押し出しを N 上の適当なベクトル場と同一視することが普通はできない。例えば、写像 φ が全射でなければ φ の像に属さないところでそのような押し出しを定義する自然な方法がないし、また φ が単射でなければ与えられた点における押し出しの選び方が複数存在しうる。にもかかわらず、この困難を正確にして、写像に沿うベクトル場の概念が用いられる。
M 上のベクトル束 φ∗TN の切断を φ に沿うベクトル場と呼ぶ。例えば、M が N の部分多様体で、φ が包含写像のとき、φ に沿うベクトル場とは N の接束の M に沿う切断のことに他ならない。特に、M 上のベクトル場は TM の TN への包含を通じてそのような切断を定める。
X を M 上のベクトル場、すなわち TM の切断とするとき、微分を点ごとにX に適用することにより、ベクトル場の押し出し φ∗X が誘導され、これは φ に沿うベクトル場、すなわち M 上の φ∗TN の切断である。
N 上の任意のベクトル場 Y は φ∗TN の引き戻し切断 φ∗Y を (φ∗Y)x = Yφ(x) なるものとして定義する。M 上のベクトル場 X と N 上のベクトル場 Y が φ-関係を持つ (φ-related) とは、φ に沿うベクトル場として φ∗X = φ∗Y を満たすとき、すなわち各点 x ∈ M に対し dφx(X) = Yφ(x) が成り立つときに言う。
条件によっては、与えられた M 上のベクトル場 X に対して X と φ-関係を持つ N 上のベクトル場 Y が一意に決まるということもあり得る。特に φ が微分同相写像であるときには必ずそうなる。この場合、押出しが定める N 上のベクトル場 Y は Yy = φ∗(Xφ−1(y)) で与えられる。
より一般の状況として、φ が全射のとき（例えば、ファイバー束の束射影のとき）、M 上のベクトル場 X が射影可能 (projectable) とは、任意の y ∈ N に対して dφx(Xx) が x ∈ φ−1({y}) の取り方に依らないときに言う。この条件はちょうど、X の押し出しが N 上のベクトル場として定義可能となることを保証するものになっている。